# Portal del Bisbe
Il Portal del Bisbe (in italiano porta del vescovo) è l'unica porta rimasta delle quattro che si aprivano nelle mura romane di Barcellona. Si trova  nel barri Gòtic all'inizio del Carrer del Bisbe, l'antico  decumanus, e si affaccia sulla Plaça Nova.

## Descrizione
La porta ai tempi della città romana di Barcino era la Porta Praetoria ed era il punto di arrivo dei due acquedotti che alimentavano la città, di uno dei quali si conserva ancora un frammento, ricostruito nel 1958, attestato sulla torre di sinistra. Per secoli questo fu il punto di arrivo di cammini e poi di strade importanti.
La porta era costituita da tre passaggi, uno centrale più ampio ad uso dei carri e due laterali più piccoli per i pedoni; ne sono rimaste solo le due torri laterali a pianta circolare. La torre di destra, detta anche Torre Decumana, è addossata al palazzo episcopale (Palau del Bisbe) da cui assunse il nome popolare di "porta del vescovo" e fino al 1823 era collegata con un arco con la torre di sinistra, nota come Torre dell'Ardiaca. Quest'ultima, inglobata nella Casa dell'Ardiaca in epoca medievale, presenta una nicchia con una statua di san Rocco risalente al XVI secolo e ivi collocata perché il santo intercedesse a proteggere la città dalle epidemie di peste. Ai piedi della torre di sinistra, sul lato verso la Plaça Nova, nel 1994 è stata installata la scultura Barcino di Joan Brossa, che segna anche il limite nominale tra la Plaça Nove e l'Avinguda de la Catedral, dato che non esiste alcuna separazione fisica tra le due.